# Niceto Echauri Ayerra
Niceto Echauri Ayerra (Chivilcoy, 26 de abril de 1928-2018) fue un militar argentino, perteneciente a la Armada Argentina, que alcanzó la jerarquía de contralmirante. Se desempeñó entre 1981 y 1983 como gobernador de facto de la provincia de Chubut, siendo el último mandatario provincial de facto de la provincia, tras la recuperación de la democracia en Argentina en diciembre de aquel último año.

## Carrera
Nació en Chivilcoy, provincia de Buenos Aires, y estudió en la escuela normal de la ciudad, para luego ingresar a la Escuela Naval Militar, de donde egresó como guardiamarina en 1946, como parte de la promoción 77.
A principios de la década de 1970 se desempeñaba como jefe de Enseñanza de la Escuela Naval Militar, como capitán de fragata. Como contralmirante fue designado comandante del Área Naval Austral, en los tiempos en que se temía una guerra con Chile por el conflicto del Canal Beagle, habiendo alistado dotación al respecto. Su designación como gobernador se dio cuando ya se encontraba retirado, puesto que pidió su retiro en abril de 1981.
En su gestión, a principios de 1982, se permitió la instalación de una empresa japonesa, Hinode-Penguin, que se encargaría de fabricar guantes de golf con piel del Spheniscus magellanicus (pingüino magallánico), que instalaría distintas plantas para capturar a las aves en sus distintas colonias a lo largo de la provincia. El gobernador justificó que el proyecto faenaría un número controlado de especies por mes, que había una población enorme de ellos, y que además ello contribuiría a evitar la depredación de otras especies locales, como las ballenas. El proyecto despertó una enorme indignación en la comunidad local, para luego trascender al ámbito nacional e internacional. Se organizó una campaña internacional a favor de la protección de los pingüinos, que despertó la atención de medios como The New York Times, L'Espresso y de la organización francesa Société nationale de protection de la nature. Las campañas de los vecinos de Trelew incluyeron afiches en la calle Florida y otros lugares neurálgicos de Buenos Aires con el lema «evitá mi muerte, yo no puedo» y el dibujo de los animales. La cuestión finalmente no prosperó debido a la oposición de los ambientalistas locales.

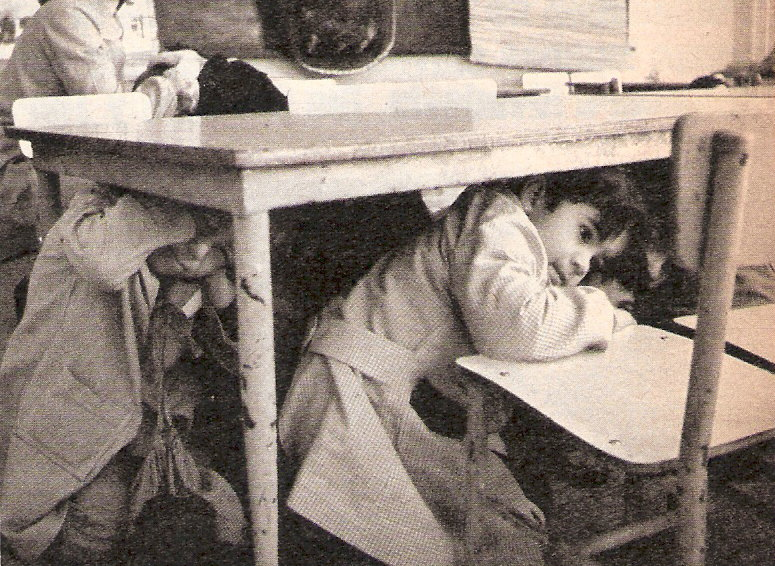
Niños ensayando un eventual bombardeo británico en una escuela de Comodoro Rivadavia.

Mientras era gobernador aconteció la guerra de las Malvinas y, dadas las instalaciones de las fuerzas armadas en la provincia del Chubut, tuvo un rol importante en la coordinación del envío de fuerzas que partían desde Comodoro Rivadavia hacia las islas. Por otro lado, la Base Aeronaval Almirante Zar, que se encuentra en Trelew, destinó escuadras para el combate. El diario El Chubut informa que dada la brevedad de la guerra, poco pudo hacer, más que afirmar a la prensa local que las fuerzas británicas no resistirían el frío, y que la Argentina contaba con la ventaja logística que les otorgaba la provincia. Afirmó que los ingleses pagaban a los chilenos para que hiciesen interferencias en las radios locales para difundir una visión derrotista de la guerra para los argentinos.
Algún eventual ataque a la Argentina continental por parte de las fuerzas británicas hacía temer que uno de los primeros objetivos bélicos fuese Comodoro Rivadavia, por lo que se preparó a la población para un eventual bombardeo o ataque militar.